# Rimaucourt
Rimaucourt település Franciaországban, Haute-Marne megyében. Lakosainak száma 615 fő (2022. január 1.). Rimaucourt Andelot-Blancheville, Ecot-la-Combe, Manois, Reynel és Vignes-la-Côte községekkel határos.

## Népesség
A település népessége az elmúlt években az alábbi módon változott:
| Lakosok száma | 888  | 770  | 801  | 768  | 693  | 678  | 671  | 671  | 652  | 615  |
|               | 1968 | 1982 | 1990 | 2006 | 2013 | 2015 | 2017 | 2019 | 2020 | 2022 |